# Industria pesada

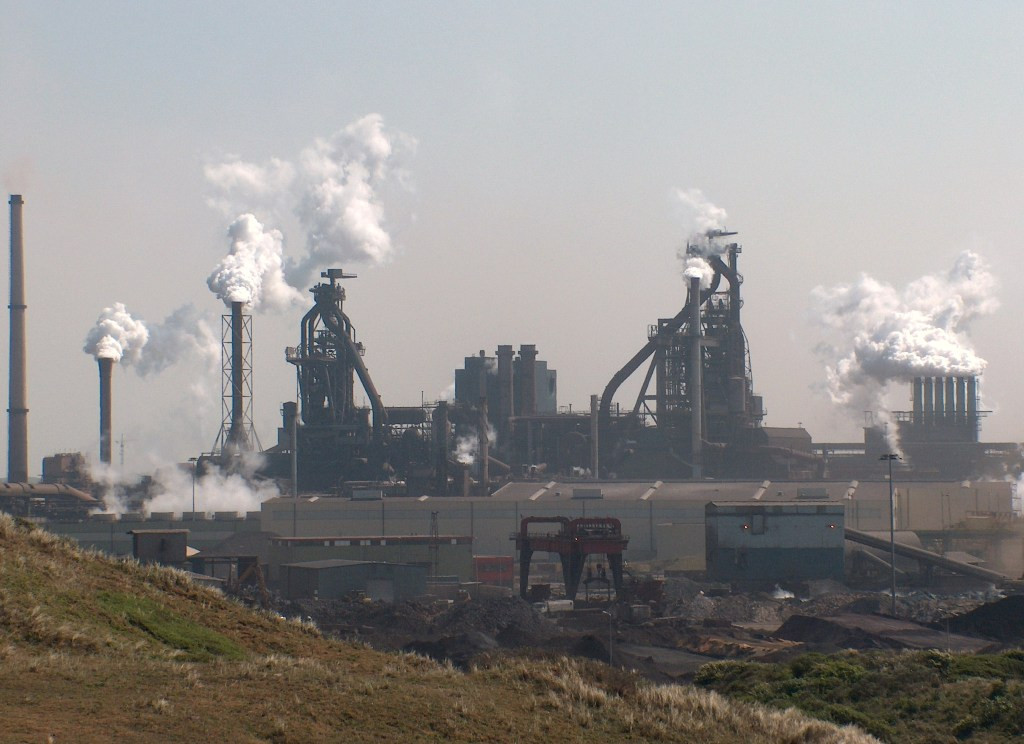
Molino de acero integrado en los Países Bajos.

La industria pesada es el tipo de industria en el que se usa maquinaria grande y dedicada a la extracción y transformación de las materias primas, tales como las minas en que se extraen los minerales usados en la siderurgia, el petróleo y la fabricación de la maquinaria necesaria para tales fines, entre otras.
En la industria pesada se pueden distinguir las industrias no obstante por sectores como son la metalúrgica, la petrolera, la química y la extractiva. A diferencia de la industria ligera (que pertenece al sector secundario), la industria pesada requiere de un mayor capital de trabajo, una menor cantidad de mano de obra y suele presentar mayor impacto ambiental que las industrias livianas.
La industria pesada puede subdividirse de acuerdo a sus ramos de ocupación como son los siguientes:
- Cementeras (Cementos, cales, arcillas, yesos)
- Industria siderúrgica (Procesado de hierros, aceros y metales no ferrosos)
- Industria química (procesado de sustancias químicas: sales, ácidos, fertilizantes, plásticos, explosivos, cauchos)

## Relaciones
Está relacionada con la extracción de recursos naturales del suelo, subsuelo o de los océanos. Es conocida también en algunos casos como la agricultura, la minería o las plantaciones de algunas especies de árboles para conseguir madera o papel. Se encarga de abastecer con las materias primas necesarias al proceso productivo mediante la extracción inicial, transformación primaria y el tratamiento de las materias primas obtenidas de los procesos extractivos, en algunos casos las industrias extractivas están relacionadas con la contaminación y el desequilibrio de ecosistemas por accidentes como derrames de petróleo o monocultivos.
La clase de industrias extractivas se pueden asociar a la diversidad de productos que aprovechan del subsuelo, pudiendo identificarse básicamente las siguientes ramas de la industria: industria petrolífera, industria minera e industria maderera y del papel.

## Industria siderúrgica
La industria siderúrgica tiene una gran dependencia de las materias primas de carácter mineral, demanda de inversiones muy elevadas y ocupa mucho suelo industrial. La industria siderúrgica proporciona un sinfín de productos tales como aleaciones de metales, lingotes, partes forjadas, tubos, planchas de aleaciones, hierro, aluminio y cobre refinados; y maquinaria básica como herramientas de mano, y en casos excepcionales herramientas de mano eléctricas.

## Industria química
La industria química es variada, ya que utiliza una gama mayor de materias primas; de ella se puede decir que es la que surte al ciclo económico con productos tales como combustibles sólidos, líquidos y gaseosos, pirita, cal, sales, ácidos, productos vegetales y animales, etc. La elaboración de productos químicos es más compleja. Los productos más comunes dentro de su rango son los que requiera la industria de transformación y la agrícola como fertilizantes, colorantes, explosivos, plásticos, gomas, caucho, detergentes, aislantes, fibras artificiales, productos fotográficos, productos farmacéuticos, entre muchos otros. Uno de los tipos de industria química pesada diferenciados es la más importante en la actualidad y es el refinado de petróleo.